# Мороз, Иван Николаевич
Иван Николаевич Мороз (14 апреля 1921 — 28 июля 1944) — советский офицер, танкист, капитан бронетанковых войск. Участник Великой Отечественной войны, Герой Советского Союза.
Командир 3-го танкового батальона 41-й танковой бригады 5-го танкового корпуса 2-го Прибалтийского фронта, капитан.

## Биография
Родился в селе Мотовиловка ныне Житомирского района Житомирской области в крестьянской семье. Украинец.
Окончил Сызранское танковое училище в 1941 году.
Член КПСС с 1943 года.
Командир 3-го танкового батальона 41-й танковой бригады капитан Мороз И. Н. погиб в бою за деревню Малиновка 22.07.1944 года в бою с «тиграми» второй роты s.Pz. Abt.502 под командованием лейтенанта Отто Кариуса и самоходными орудиями StuG.40 роты неустановленной бригады штурмовой артиллерии (вероятно 226 или 909). Тело капитана И. Н. Мороз было найдено 28.07.1944 года, этим же числом он был исключён из списков части как погибший в бою (ранее числился пропавшим без вести). Похоронен в деревне Малиновка.

## Память
Перезахоронен в воинской братской могиле в городе Даугавпилс (Латвия).
На братской могиле сооружён мемориал. В его центре расположены 7 клиновидных гранитных памятников, на которых укреплены металлические пластины с именами похороненных воинов. Перед ними установлена памятная плита с православным крестом и устройство для Вечного огня. Перед мемориалом установлена памятная плита с обозначением года освобождения города Даугавпилс, сзади мемориала установлена каменная гряда с надписью.
14 ноября 1985 года Мотовиловской средней общеобразовательной школе (село Мотовиловка Любарского района Житомирской области) было присвоено наименование "имени Героя Советского Союза И. Н. Мороза"

## Награды
- Герой Советского Союза (24 марта 1945, посмертно).
- Орден Ленина (24 марта 1945, посмертно).
- Орден Отечественной войны I степени.
- Орден Красной Звезды.